# Karim Hawwasz
Karim Ibrahim Jusuf Hawwasz (arab. كريم إبراهيم يوسف حواش) – egipski zapaśnik walczący w stylu klasycznym. Mistrz arabski w 2012 i trzeci w 2014. Ósmy w mistrzostwach świata juniorów w 2012 roku.